# Joseph Zéphirin Gengembre
Pour les articles homonymes, voir Gengembre.
 Nicolas Zéphirin Joseph Gengembre né à Namur (Belgique) le 19 mars 1806 et mort à Paris 17e le 4 novembre 1888, est un peintre, aquarelliste et lithographe français d'origine belge.

## Biographie
Élève d'Alexandre Couder, il expose au salon de Paris de 1839 à 1870.
Ses sujets principaux sont les portraits, les scènes historiques, les animaux notamment les chevaux. Ses tableaux font partie des collections de différents musées : Portrait équestre de Napoléon Ier au musée de Pontoise, Chevaux au repos à l'étable au Rijksmuseum d'Amsterdam,.